# Moses Usor
Moses Usor (* 5. Februar 2002) ist ein nigerianischer Fußballspieler.

## Karriere
Usor wechselte im April 2022 aus seiner Heimat vom 36 Lion FC nach Tschechien zu Slavia Prag, wo er zunächst für die drittklassige Reserve spielen sollte. Im Mai 2022 gab er dann gegen Sparta Prag auch sein Debüt für die Profis Slavias in der Fortuna liga. Dies war sein einziger Saisoneinsatz für die Profis, für die Reserve spielte er neunmal in der ČFL und erzielte sechs Tore. In der Saison 2022/23 gehörte der Flügelstürmer fest dem Profikader an und absolvierte bis zur Winterpause 27 Pflichtspiele, in denen er sechs Tore erzielte.
Im Januar 2023 wechselte Usor leihweise zum österreichischen Bundesligisten LASK. Nach 26 Einsätzen in der Bundesliga, in denen er zweimal traf, wurde er im November 2023 fest verpflichtet.